# Equiti (Cuara)
Equiti (Ekiti) é uma área de governo local no Cuara, Nigéria. Sua sede fica na cidade de Araromi Opim.
Possui uma área de 480 km² e uma população de 54.399 no censo de 2006.
O código postal da área é 252.